# Volpago del Montello
Volpago del Montello är en ort och kommun i provinsen Treviso i regionen Veneto i Italien. Kommunen hade 10 194 invånare (2018).